# 陈克敏
陈克敏（1932年3月—2022年12月20日），山西临猗人，中国人民解放军北京卫戍区正军职退休干部、原空军雷达学院政委。

## 生平
陈克敏1961年7月入伍，1966年4月加入中国共产党。历任战士、卫生员、学员、所长、副科长、教导员、团副政委、团政委、教员、教研室副主任、教研室主任、教授、国防大学政治部副主任等职。1995年被授予少将军衔。
2022年10月31日，陈克敏因病于北京逝世，享年77岁。讣告刊登在2023年1月13日的《解放军报》。